# Hero Elementary
Hero Elementary er en amerikansk-canadisk tv-serie produceret for tv-kanalen PBS Kids af Carol-Lynn Parente og Christine Ferraro.